# 1871 en littérature
| Années de la littérature : 1868 - 1869 - 1870 - 1871 - 1872 - 1873 - 1874    |
| Décennies de la littérature : 1840 - 1850 - 1860 - 1870 - 1880 - 1890 - 1900 |

Cet article présente les faits marquants de l'année 1871 en littérature.

## Essais
- La Guerre civile en France, de Karl Marx, analyse du gouvernement révolutionnaire de la Commune de Paris. Il formule la doctrine communiste de la dictature du prolétariat.
- Eugène Viollet-le-Duc, Mémoire sur la défense de Paris. Septembre 1870 - janvier 1871, Paris, éd. A. Morel.

## Poésie
- Rencontre à Paris de Rimbaud et de Verlaine. Rimbaud compose le Bateau ivre en septembre.
- Hérodiade, pièce poétique de Mallarmé paraît en fragments dans le deuxième Parnasse.

## Romans
- Jules Verne, Une ville flottante.
- Comtesse de Ségur, Après la pluie, le beau temps.
- Le romancier Émile Zola publie La Fortune des Rougon et La Curée, premier et second volumes du cycle des Rougon-Macquart (fin en 1893).
- Femmes russes, de Nikolaï Nekrassov.
- Les Démons de Dostoïevski, publié à partir dans Le Messager russe.
- Eaux printanières, de Ivan Tourgueniev.
- Histoire d'un sous-maître, de Erckmann-Chatrian.
- Un pèlerin passionné, nouvelle d'Henry James.
- Middlemarch, de George Eliot, parait en feuilleton.
- L'écrivain britannique Lewis Carroll publie Alice à travers le miroir.
- Publication posthume de The Watsons, roman inachevé de Jane Austen.

## Théâtre
- L’Évasion, drame de Villiers de L'Isle-Adam.
- La Forêt, d’Alexandre Ostrovski.

## Principales naissances
- 10 juillet : Marcel Proust, écrivain français († 18 novembre 1922).
- 23 octobre : Gjergj Fishta, poète et dramaturge albanais († 30 décembre 1940).
- 30 octobre : Paul Valéry, écrivain et poète français († 20 juillet 1945).
- 28 novembre : Andrzej Strug, pseudonyme de Tadeusz Galecki, écrivain polonais († 9 décembre 1937).

## Principaux décès
- 12 février : József Eötvös, écrivain et homme politique hongrois, 57 ans (° 13 septembre 1813).
- 17 mars : Robert Chambers, naturaliste et écrivain anglais (° 10 juillet 1802).
- 11 avril : Józefat Bolesław Ostrowski, écrivain polonais (° 1803).
- 12 avril : Pierre Leroux, philosophe, éditeur et homme politique français, 74 ans (° 7 avril 1797).
- 23 avril : Émile Deschamps, poète et écrivain romantique français, 80 ans (° 20 février 1791).
- 25 septembre : Arvid August Afzelius, poète et folkloriste suédois, 86 ans (° 8 octobre 1785).